# جان باتلر (بازیکن فوتبال، زاده ۱۹۶۲)
جان باتلر (انگلیسی: John Butler؛ زادهٔ ۷ فوریهٔ ۱۹۶۲) بازیکن فوتبال اهل بریتانیا است.
از باشگاه‌هایی که در آن بازی کرده‌است می‌توان به باشگاه فوتبال استوک سیتی، باشگاه فوتبال پرسکوت کابلس، باشگاه فوتبال ویگان اتلتیک، و باشگاه فوتبال استالی‌بریج سلتیک اشاره کرد.